# John Warde
John Warde, auch John Ward, Jack Ward, Birdy oder später Yusuf Raïs (um 1553 in Faversham; † 1622 in Tunis) war ein britischer und osmanischer Kapitän und Kaperfahrer des 17. Jahrhunderts. Er ist das Vorbild für den Filmpiraten Jack Sparrow.

## Einzelheiten
Warde begann sein Berufsleben als Fischer und begann während der letzten Regierungsphase der Königin Elisabeth I. mit ersten erfolgreichen Kaperfahrten im Mittelmeer. Für die Plünderung eines dänischen Schiffes in der Karibik wurde er ins Gefängnis gesteckt. Nach dem Regierungsantritt Jakobs I. wurde Warde als Matrose in die Royal Navy gezwungen, mit deren strenger Disziplin er nicht zurechtkam.
Es gelang ihm später mit rund 30 Mitstreitern bei Plymouth ein Richtung Frankreich segelndes Schiff zu kapern, mit dem er wiederum in der Nähe der Scilly-Inseln ein beladenes Handelsschiff überfiel. Den Handelsfahrer benannte er nach dem Gehilfen von Robin Hood in Little John um und segelte nach weiteren Überfällen ins Mittelmeer. Dort traten im Jahr 1605 weitere Männer seiner Besatzung bei. Warde diente sich mit seinem Schiff dem Bey von Algier an, der das Angebot aber ablehnte. Daraufhin bot Warde seine Dienste Uthman Dey, dem Bey von Tunis an, der ihn mit Wohlwollen aufnahm und einen Beuteanteil bekam. In den folgenden Jahren konzentrierte sich Warde auf die Kaperung von venezianischen und maltesischen Schiffen und gelangte so zu Wohlstand. Im Winter 1607 fuhr Warde mit einem erbeuteten französischen Schiff Reniera e Soderina, das vor Griechenland mit 250 Muslimen und 150 britischen Seeleuten sank. Wardes Bitte um Begnadigung an König Jakob I. wurde auf Druck Venedigs zurückgewiesen, sodass der britische Kaperfahrer nach Tunis zu Uthman Dey, der ihm verziehen hatte, zurückkehrte.
Der Kaperfahrer ließ sich in Tunis einen prachtvollen Palast bauen, nahm die osmanische Staatsbürgerschaft an und trat vermutlich zum Islam über. Das Alkoholverbot nahm er nicht an.